# Corvette (scooter)
Corvette was een Nederlands scootermerk waarvan eigenlijk niet bekend is of het wel bestaan heeft. 
In het blad Motor van maart 1953 werd melding gemaakt van deze scooter waarvan de matrijzen echter bij de watersnood verloren waren gegaan. Op de RAI zou zodoende een met de hand gemaakt model tentoongesteld worden. Hij zou verkocht/geproduceerd worden door de handelsonderneming W. Hagen. De motor zou een 75 cc Ducati-kopklepper zijn. Ducati had echter wel een Corvette-scooter in het programma. Mogelijk zou deze in licentie in Nederland gebouwd gaan worden.